# Tizen
Tizen este un sistem de operare cu sursă deschisă bazat pe kernelul Linux. Este dezvoltat  de Samsung și susținut de Intel.

1. ↑  Tizen 8.0 Public M1 Release date: May 31, 2023 (în engleză), 31 mai 2023, accesat în 7 august 2023